# Litsea aban-gibotii
Litsea aban-gibotii är en lagerväxtart som beskrevs av Francis S.P. Ng. Litsea aban-gibotii ingår i släktet Litsea och familjen lagerväxter. Inga underarter finns listade i Catalogue of Life.